# Mehdi Qoli Chān Hedāyat

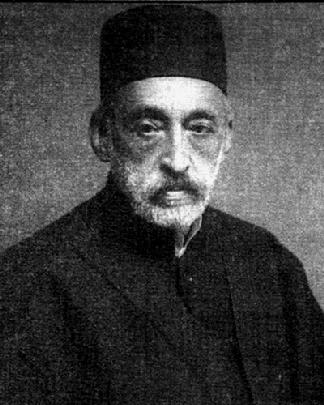
Mehdi Qoli Khan Hedayat

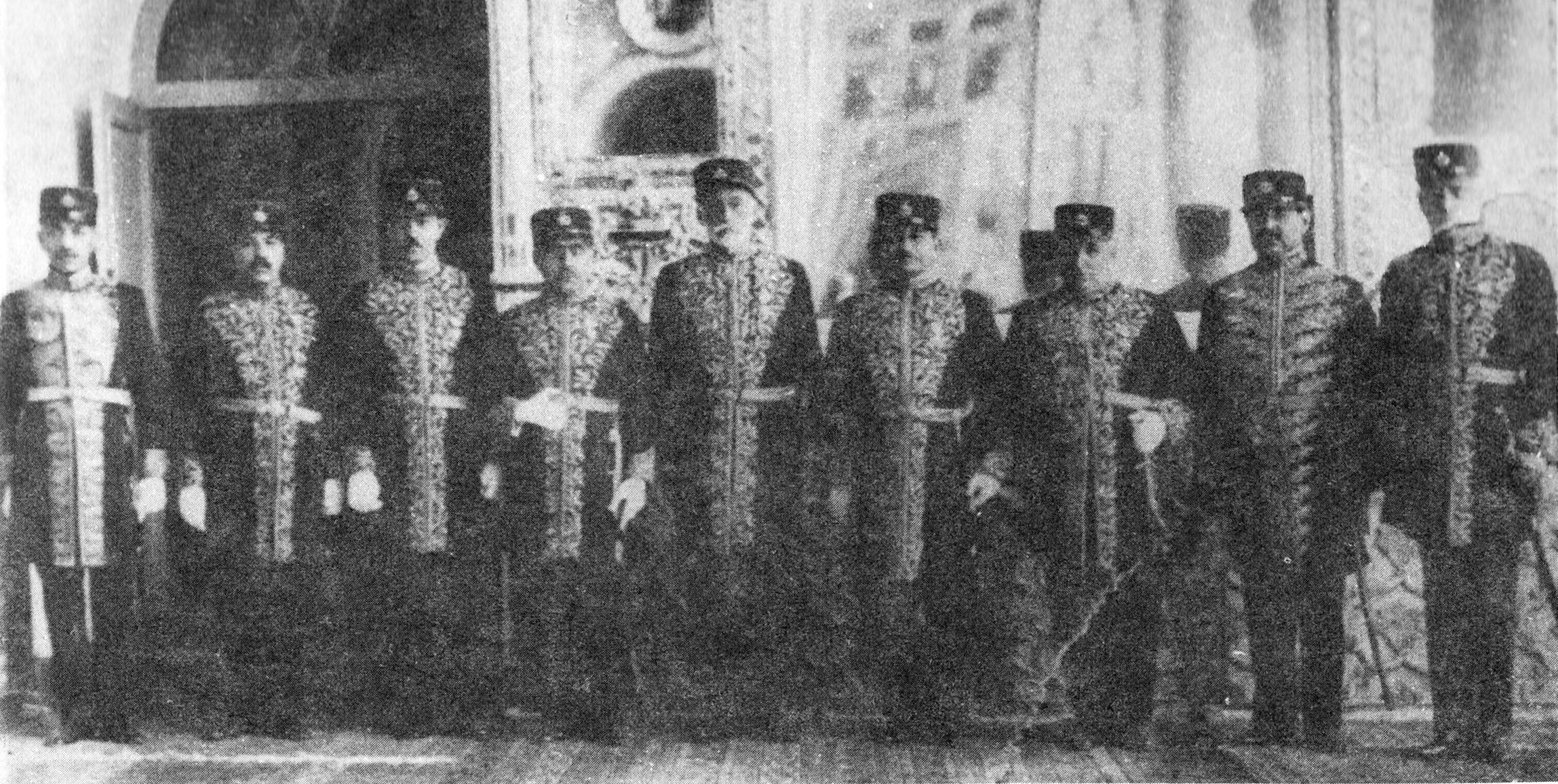
Kabinett Hedayat (von links: Mohammad Ali Farzin (Vizeaußenminister), Ghasem Souresrafil (Post), Ali-Akbar Davar (Justiz) Firuz Firuz (Finanzen), Mehdi Qoli Hedayat (Premierminister), Javar Gholi Asad (Verteidigung), Adib-Al-Saltaneh Samii (Innen), Mahmud Dscham (Soziales), Yahyah Gharehghozlu (Bildung))

Mehdi Qoli Chān Hedāyat Mochber al-Saltaneh (persisch مهدی‌قلی خان هدایت مخبرالسلطنه; * 1864; † 1955) war ein iranischer Politiker und von 1927 bis 1933 Premierminister.

## Leben
Mehdi Qoli Khan Hedayat entstammt einer prominenten Familie des Iran, aus der seit Ende des 18. Jahrhunderts zahlreiche hohe Regierungsbeamte und Politiker hervorgegangen sind. Sein Großvater Reza Qoli Khan Hedayat, namhafter Geschichtsschreiber und Dichter seines Landes, wirkte auch als Prinzenerzieher, als Diplomat und als stellvertretender Direktor der ersten modernen und nach westlichem Vorbild ausgerichteten höheren Lehranstalt, dem Dar al-Fonun. Sein Bruder Morteza Qoli Chan Hedayat war erster Präsident des iranischen Parlaments.
Mehdi Qoli Khan Hedayat wurde von Privatlehrern in Teheran unterrichtet und später zum Besuch einer deutschen Schule nach Berlin gesandt. Er begann seine Beamtenlaufbahn im iranischen Telegraphenamt, das von seinem Vater Ali Qoli Khan Hedayat Mokhber-al-Dowleh geleitet wurde. Später wurde er Kammerherr von Naser al-Din Schah. Von 1903 bis 1905 begab er sich auf eine Weltreise, die ihn von Iran nach Europa, die Vereinigten Staaten, Japan, China, Indien und Russland führte.
Nach seiner Rückkehr in den Iran unterstützte er die Konstitutionelle Revolution und beteiligte sich an der Ausarbeitung der Verfassung und der Wahlgesetze. 1907 wurde Mehdi Qoli Khan Hedayat Bildungsminister und 1908 Justizminister. Noch im selben Jahr übernahm er den Posten des Gouverneurs von Aserbaidschan, wurde aber von Mohammed Ali Schah während der „kurzen Zeit der Diktatur“ aus seinem Amt entlassen, da er als Sympathisant der konstitutionellen Bewegung galt. Mehdi Qoli Khan Hedayat war Mitglied der Demokratischen Partei.
Nach dem Sturz Mohammad Ali Schahs übernahm er wieder seinen Posten als Gouverneur von Aserbaidschan, was auf erbitterten Widerstand der russischen Regierung stieß. Mehdi Qoli Khan Hedayat trat zurück und begab sich nach Berlin.
Erst 1912 kehrte er aus Deutschland in den Iran zurück, übernahm einige Posten als Minister in verschiedenen Kabinetten und wurde mit Billigung der britischen Regierung Gouverneur von Fars, da die Briten ihn für anti-russisch hielten.
Nach dem Ausbruch des Ersten Weltkriegs musste er auf Drängen der Briten wegen seiner angeblichen pro-deutschen Haltung seinen Gouverneursposten wieder aufgeben. Nach dem Ende des Ersten Weltkriegs wurde Mehdi Qoli Khan Hedayat 1920 von Premierminister Hassan Pirnia wieder zum Gouverneur von Aserbaidschan ernannt.
Hedayat ist Verfasser mehrerer Werke zur iranischen Musik und Dichtkunst. Von 1915 bis 1922 übertrug er die berühmte Melodiesammlung des Mirza Abdollah in moderne Notenschrift.
In dem innenpolitischen Krisenjahr 1923, das Iran vier Premierminister bescherte, trat Mehdi Qoli Khan Hedayat in das Kabinett von Hassan Mostofi als Minister für öffentliche Arbeiten ein.
Am 28. Oktober 1923 wurde Reza Khan vom iranischen Parlament zum Premierminister und am 26. Dezember 1925 zum Schah Reza Pahlavi gewählt. Nachdem Reza Schah zunächst Mohammad Ali Foroughi und später Hassan Mostofi dem Parlament als Premierminister vorgeschlagen hatte, übernahm am 2. Juni 1927 Mehdi Qoli Khan Hedayat dieses Amt für die folgenden sechs Jahre. Mehdi Qoli Khan Hedayat war zwar Premierminister, die Macht lag jedoch in Händen von Hofminister Abd-ol Hossein Teymurtāsch, dem engen Vertrauten von Reza Schah.
Unter Premierminister Hedayat sollte Iran von einem feudalen Agrarstaat zu einem modernen Industriestaat entwickelt werden. Mehdi Qoli Khan Hedayat stand in seiner Zeit als Premierminister vier Kabinetten vor, die umfassende soziale, wirtschaftliche, rechtliche und militärische Reformen begannen. Ein öffentliches Bildungswesen und eine grundlegende medizinische Versorgung wurde eingeführt. Staatliche Gerichte lösten geistliche Rechtsprechung ab. Hedayat kündigte 1932 die mit William Knox D’Arcy geschlossene Ölförderkonzession und unterzeichnete eine neue Konzession, die Iran einen höheren Anteil am Erlös der Ölförderung zubilligte.
Am 12. September 1933 wurde Mehdi Qoli Khan Hedayat mit seinem gesamten Kabinett von Reza Schah einbestellt und zum Rücktritt aufgefordert. Sein Nachfolger sollte Mohammad Ali Foroughi werden, der bereits 1925 das Amt des Premierministers unter Reza Schah innehatte.
Mehdi Qoli Khan Hedayat schied nach 39 Jahren aus dem öffentlichen Dienst aus und zog sich ins Privatleben zurück.